# Unterseeboot 632
L'Unterseeboot 632 ou U-632 est un sous-marin allemand (U-Boot) de type VIIC utilisé par la Kriegsmarine pendant la Seconde Guerre mondiale.
Le sous-marin est commandé le 15 août 1940 à Hambourg (Blohm & Voss), sa quille est posée le 4 septembre 1941, il est lancé le 27 mai 1942 et mis en service le 23 juillet 1942, sous le commandement de l'Oberleutnant zur See Hans Karpf.
Il coule d'une attaque de l'aviation britannique, en avril 1943.

## Conception
Unterseeboot type VII, l'U-632 avait un déplacement de 769 tonnes en surface et 871 tonnes en plongée. Il avait une longueur totale de 67,10 m, un maître-bau de 6,20 m, une hauteur de 9,60 m et un tirant d'eau de 4,74 m. Le sous-marin était propulsé par deux hélices de 1,23 m, deux moteurs diesel Germaniawerft M6V 40/46 de 6 cylindres en ligne de 1 400 cv à 470 tr/min, produisant un total de 2 060 à 2 350 kW en surface et de deux moteurs électriques BBC GG UB 720/8 de 375 cv à 295 tr/min, produisant un total 550 kW, en plongée. Le sous-marin avait une vitesse en surface de 17,7 nœuds (32,8 km/h) et une vitesse de 7,6 nœuds (14,1 km/h) en plongée. Immergé, il avait un rayon d'action de 80 milles marins (150 km) à 4 nœuds (7,4 km/h; 4,6 milles par heure) et pouvait atteindre une profondeur de 230 m. En surface son rayon d'action était de 8 500 milles nautiques (soit 15 700 km) à 10 nœuds (19 km/h). 
L'U-632 était équipé de cinq tubes lance-torpilles de 53,3 cm (quatre montés à l'avant et un à l'arrière) qui contenait quatorze torpilles. Il était équipé d'un canon de 8,8 cm SK C/35 (220 coups) et d'un canon antiaérien de 20 mm Flak. Il pouvait transporter 26 mines TMA ou 39 mines TMB. Son équipage comprenait 4 officiers et 40 à 56 sous-mariniers.

## Historique
Il effectue son temps d'entraînement à la 5. Unterseebootsflottille jusqu'au 31 décembre 1942, puis entre en phase de combat dans la 1. Unterseebootsflottille.
Sa première patrouille est précédée d'un court trajet de Kiel à Marviken. Elle commence le 29 décembre 1942 au départ de Marviken. En opération dans l'Atlantique Nord, l'U-632 rejoint le convoi HX-224, qui avait appareillé de New York le 22 janvier 1943. Ce convoi s'agrège aux sections venant d'Halifax et de St John's respectivement le 25 et le 27 janvier. Il subit l'attaque du groupe de combat (ou meute) d'U-Boote Landsknecht le 2 février, perdant deux navires plus un retardataire le lendemain. La meute se tourne ensuite contre le SC-118, permettant au HX-224 de passer et d'atteindre Liverpool le 5 février sans perte supplémentaire. Le 3 février à 21 h 54, l'U-632 coule le retardataire du convoi, un tanker britannique transportant 12 000 tonnes de pétrole. Le naufrage fait quarante-six morts, laissant un survivant. Ce dernier, l'ingénieur en chef I.C. Bingham, est fait prisonnier par l'U-632, qui signale la position du convoi SC-118 au BdU. Le convoi est attaqué, perdant neuf navires.
Lors de sa deuxième patrouille, l'U-632 rattrappe le convoi HX-231, parti de New York le 25 mars 1943. Il est découvert le 4 avril 1943 par l'U-530, tout près de la zone où vient de se constituer la meute Löwenherz. Avec l'aide de quelques sous-marins isolés, la meute se lance à l'attaque du convoi et coule six navires pendant les premières vingt-quatre heures. La riposte aérienne puis l'arrivée dans la journée du 5 avril d'un groupe de support renforçant l'escorte met fin aux succès des attaquants, qui perdent le convoi le 7 avril. Celui-ci arrive à Liverpool le 10 avril.
La victoire contre les convois HX-229 et SC-122, la défaite face au HX-230 et l'attaque du HX-231 prouvent l'efficacité des groupes de support, renforçant l'escorte d'un convoi attaqué.
Pendant la nuit du 6 avril 1943, l'U-632 coule un navire marchand néerlandais du convoi, attaqué quelques heures plus tôt par l'U-229. Lors de son attaque, il est repéré par un B-24 du No. 86 Squadron RAF (en) qui le coule au moyen de cinq charges de profondeur, au sud-ouest de l'Islande à la position 58° 02′ N, 28° 42′ O.
Les quarante-huit membres d'équipage meurent dans ce bombardement.

## Affectations
- 5. Unterseebootsflottille du 23 juillet 1942 au 31 décembre 1942 (Période de formation).
- 1. Unterseebootsflottille du 1er janvier 1943 au 6 avril 1943 (Unité combattante).

## Commandement
- Kapitänleutnant Hans Karpf du 23 juillet 1942 au 6 avril 1943.

## Patrouilles
|       | Commandant        | Départ           | Départ   | Arrivée          | Arrivée  | Jours    | Succès   |
| ----- | ----------------- | ---------------- | -------- | ---------------- | -------- | -------- | -------- |
|       | Kptlt. Hans Karpf | 24 décembre 1942 | Kiel     | 26 décembre 1942 | Marviken | 3 jours  |          |
| 1     | Kptlt. Hans Karpf | 29 décembre 1942 | Marviken | 14 février 1943  | Brest    | 48 jours | 8 190    |
| 2     | Kptlt. Hans Karpf | 15 mars 1943     | Brest    | 6 avril 1943     | Coulé    | 23 jours | 7 065    |
| Total | Total             | Total            | Total    | Total            | Total    | 74 jours | 15 255 t |

Note : Kptlt. = Kapitänleutnant

### Opérations Wolfpack
L'U-632 opéra avec les Rudeltaktik (meute de loups) durant sa carrière opérationnelle :
- Falke (28 décembre 1942 – 19 janvier 1943)
- Landsknecht (19-28 janvier 1943)
- Seeteufel (23-30 mars 1943)
- Löwenherz (1er-6 avril 1943)

## Navires coulés
L'U-632 coula 2 navires marchands totalisant 15 255 tonneaux au cours des 2 patrouilles (74 jours en mer) qu'il effectua.
| Date           | Nom      | Nationalité | Tonnage | Convoi | Fait  | Localisation         |
| -------------- | -------- | ----------- | ------- | ------ | ----- | -------------------- |
| 3 février 1943 | Cordelia | Royaume-Uni | 8 190   | HX-224 | Coulé | 56° 37′ N, 22° 58′ O |
| 6 avril 1943   | Blitar   | Pays-Bas    | 7 065   | HX-231 | Coulé | 57° 45′ N, 27° 30′ O |